# Acroria postalbida
Acroria postalbida är en fjärilsart som beskrevs av Dyar 1914. Acroria postalbida ingår i släktet Acroria och familjen nattflyn. Inga underarter finns listade i Catalogue of Life.